# Зозуля Іван Савович
Іван Савович Зозуля (нар. 12 серпня 1939, с. Волоське) — український науковець у галузі неврологія, доктор медичних наук (1990 р.), професор (1992 р.), заслужений діяч науки і техніки України (1998 p.), академік Академії наук вищої школи (нині — АНВО України) (1994 р.), Лауреат Державної премії України в галузі науки і техніки (1993 р.) проректор з наукової роботи Національної медичної академії післядипломної освіти ім. П. Л. Шупика і завідувачем кафедри швидкої та невідкладної медичної допомоги (нині — кафедра медицини невідкладних станів)(з 1990 р.).  

## Життєпис
Іван Савович Зозуля народився 12 серпня 1939 року в селі Волоське Деражнянського району Хмельницької області. У 1959 році з відзнакою закінчив Чернівецький медичний інститут, у 1965 р. — Чернівецький державний медичний інститут. У 1965—1968 роках працював лікарем у Вовковинецькій дільничній лікарні Хмельницької області, Хмельницькій обласній лікарні, наступні два роки проходив клінічну ординатуру на кафедрі нервових хвороб № 1 Київського державного інституту удосконалення лікарів. У 1972 р. захистив кандидатську — «Сосудистая патология мозга по данным электроэнцефалографии, реоэнцефалографии и эхоэнцефалографии»(нервові хвороби). Протягом 1970—1978 рр. — лікар, завідувач неврологічним відділенням Київської обласної клінічної лікарні. З 1978 р. — асистент, доцент кафедри нервових хвороб. 
У 1990 році захистив докторську дисертацію на тему «Реабилитация больных с неврологическими проявлениями гипертоническойболезни» (нервові хвороби, кардіологія). Із 1990 р. — доцент, професор, завідувач кафедри медицини невідкладних станів Національної медичної академії післядипломної освіти імені П. Л. Шупика. У 1992 р. присвоєно вчене звання професора. Обраний академіком Академії наук вищої освіти (1994), академіком Міжнародної академії освіти і науки (2016), Української академії оригінальних ідей (1982), Міжнародної Європейської академії природознавства (2002).
Проректор з наукової роботи НМАПО імені П. Л. Шупика з 1990 р. до 2015 р.

## Особисте життя
Виростив 2 дітей. Син — Зозуля Андрій Іванович, 1973 р.н., закінчив НМУ імені ОО. Богомольця, сьогодні д.мед.н., професор кафедри медицини невідкладних станів, нейрохірург Олександрівської міської клінічної лікарні, Головний нейрохірург Департаменту охорони здоров'я Київської міської держадміністрації.
Донька — Тростянська Ярослава Іванівна, 1974 р.н., закінчила НПУ імені Драгоманова і Інститут міжнародних відносин, юрист, кандидат юридичних наук. Працює заступником голови Департаменту освіти і науки Київської обласної державної адміністрації.

## Освіта
У 1959 р. закінчив Чернівецьке медичне училище, у 1965 р. — Чернівецький державний медичний інститут. З 1968 р. по1970 р.проходив клінічну ординатуру на кафедрі нервових хвороб № 1 Київського державного інституту удосконалення лікарів. .У 1972 р. захистив кандидатську дисертацію. В 1990 р. — докторську дисертацію.

## Захист дисертаційних робіт
1972 р. захистив кандидатську дисертацію «Сосудистая патология мозга по данным электроэнцефалографии, реоэнцефалографии и эхоэнцефалографии»(14.762 — нервові хвороби).
Наукові керівники: д.мед.н. , професор Панченко Д. І. , д.мед.н., професор Мачерет Є. Л. 1990 р. — докторську дисертацію на тему «Реабилитация больных с неврологическими проявленими гипертонической болезни» (14.00.13 — нервові хвороби,14.00.06 — кардіологія). Науковий консультант — д.мед.н., професор Мачерет Є. Л. Офіційні опоненти: професор Маньковський Н. Б., професор Грицюк А. І., професор Курако Ю. Л.

## Лікувальна і наукова діяльність
Автор понад 1000 друкованих праць, 50 підручників і монографій, 35 навчальних посібників, 63 винаходів. Під його керівництвом підготовлено й захищено 3 докторських і 28 кандидатських дисертацій, ще готується 2 докторські і 1 кандидатська дисертації. Є членом двох спеціалізованих вчених рад: нервові хвороби; терапія та сімейна медицина. Головний редактор часописів: «Український медичний часопис», «Екстрена медицина», «Інформаційний вісник» Академії наук вищої освіти України. Науковий редактор «Збірника наукових праць співробітників НМАПО імені П. Л. Шупика», журналу «Острые и неотложные состояния в практике врача». Член редакційної колегії часописів: «Лікарська справа», «Вісник психоневрології», «Хирургия ХХ века», «Здоров'я суспільства» та інші.

## Громадська робота
Головний редактор журналу «Український медичний часопис», голова редакційної колегії «Інформаційного вісника» Академії наук вищої освіти України, науковий редактор «Збірника наукових праць співробітників НМАПО імені П. Л. Шупика», журналу «Острые и неотложные состояния в практике врача», член редакційних рад ряду журналів («Лікарська справа», «Вісник психоневрології», «Хирургия ХХ века» та ін.), газети «Ваше здоров'я».

## Нагороди
Лауреат Державної премії України в галузі науки і техніки за цикл праць «Початкові та зворотні форми порушень мозкового кровообігу. Розробка і впровадження в практику нових методів профілактики, діагностики, лікування та реабілітації в Україні» (1993), обраний академіком Академії наук вищої школи (нині — АНВО України) (1994); присвоєно почесне звання «Заслужений діяч науки і техніки України» (1998); Інтернаціональним біографічним центром Кембриджського університету визнаний як «Людина року 1999–2000»; член Нью-Йоркської Академії наук (1999), нагороджений Почесною грамотою Верховної Ради України (2003), Почесною грамотою Кабінету Міністрів України (2007); почесними грамотами і подякою Міністерства охорони здоров'я України (1999, 2008); Почесною грамотою Київського міського голови (2004); Благословенною Грамотою Патріарха Київського і всієї Руси-України Філарета (2002), нагороджений знаком «Отличник здравоохранения СССР» (1987), «Відмінник освіти України» (2004); орденом Святого Рівноапостольного князя Володимира Великого ІІ ступеня (2004); Почесним дипломом Міносвіти і науки, Академії педагогічних наук України, Третьої виставки-презентації «Інноваційні технології навчання» (2006); Дипломом і другою Премією АНВО України за цикл посібників з неврології (2005); Дипломом та першою Премією з інновації «Підручники» АНВО України (2008); указом Президента України нагороджений орденом князя Ярослава Мудрого V ступеня (2008).

## Патенти
54 патенти, основні :
1. Способ лечения больных вегетососудистой дистонией по ваго-инсулярному типу 1985г.
2. Способ реабилитации больных с заболеваниями периферической нервной системыф 1985г.
3. Способ лечения ночного недержания мочи 1986г.
4. Способ лечения хронического нарушения венозного кровообращения головного мозга 1987г.
5. Спосіб лікування перифіричної невропатії 1997 р.
6. Спосіб визначення ступеня гіпертрофії міокарда у хворих з гіпертонічною хворобою 2-го ступеня 2004 р.
7. Спосіб лікування запальних захворювань головного мозку і його оболонок 2005 р.
8. Спосіб лікування низької віріабельності ритму серця 2005 р.
9. Спосіб електротерапії 2005 р.
10. Пристрій для санації спинномозкової рідини з контролем її тиску 2005 р.
11. Ендопротез міжхребцевого диска 2005 р.
12. Спосіб санації спинномозхкової рідини та пристрій для його здійснення 2005 р.
13. Тренажер для профілактики і тренування опорно-рухового аппарату 2005 р.
14. Тренажер «марс-мотильок» 2005 р.
15. Пристрій для лікування порожнин чи ран 2006 р.
16. Пристрій для дренування ліквору, вмісту кисти, пухлин головного мозку або рідини із інших порожнин 2006 р.
17. Спосіб корекції порушень компенсаторно-пристосовних механізмів при дисциркуляторній енцефалопатії 2007 р.
18. Спосіб корекції нестабільності хребцево-рухових сегментів 2007 р.
19. Спосіб лікування вертеброгенної цервікалгії, що обумовлена дегеративними змінами міжхребцевих дисків в сполученні з порушеннями функцій суглобів і м'язово-зв'язкового аппарата 2007 р.
20. Спосіб лікування дискогенної радикулопатії 2009 р.
21. Спосіб лікування когнитивних порушень 2010 р.
22. Спосіб лікування інфаркту мозку 2010 р.
23. Спосіб корекції гемодинаміки при ішемічному інсульті на фоні хронічної серцевої недостатності з систолічною дисфункцією лівого шлуночка 2011 р.
24. Спосіб лікування початкових проявів недостатномсті кровопостачання головного мозку та дисциркуляторної енцефалопаптії на фоні церебральнгого атеросклерозу та гіпертонії 2012 р.
25. Спосіб оцінки вираженності соціальних факторів ризику мозкового ішемічного інсульту 2017 р.

## Учні
Гангальській О. В., Бучакчийськая Н. М., Ігрунова К. М., Курашов В. В., Синицький С. І., Селезньова Т. Є., Шишлова М. В., Чернікрва О. А. Юрченко А. В., Желіба Л. М., Карета С. О., Гончарук О. М., Алєксєєва Т. С., Слинько Г. О., Безсмертна Г. В., Бондар Т. С., Стиценко Т. І., Ліпко І. М., Бистрицька М. А., Русіна Г. В., Мошенська О. П., Мардзвік В. М., Чемер Н. М., Нечай А. Ф., Кіт І. В., Муравська Л. М., Латоха І. О., Смульська Н. О., Мартинчук Ю. М.

## Перелік ключових публікацій
1. Зозуля І. С., Рощін Г. Г., Шлапак І. П. та інші «Протоколи наданя екстреної медичної допомоги в разі невідкладних станів.» — К. — 2002. — 112с.
2. Зозуля И. С., Мартынюк В. Ю., Майструк О. А. «Нейропротекторы, ноотропы, нейрометаболиты в интенсивной терапии поражений нервной системы.» — К. — 2005. — 131с.
3. Зозуля І. С., Боброва В. І., Зозуля А. І., Бредихин О. В. «Діагностика, комплексне ліекуваня, реабілітація, профілактика і організаційні заходи з питань церебрального інсульту.» — К. — 2005. — 70с.
4. Зозуля І. С., Боброва В. І., Вершигора А. В., Слонецький Б. І., Худошин В. К., Ганджа Т. І., Іващенко О. В., Орел В. В., Марков Ю. І. «Практичні навички з медицини невідкладних станів» — К. — 2008. — 164с.
5. Зозуля І. С., Ганджа Т. І.,Супрун А. О., Олефіренко А. С., Соколов М. Ф. «Надання невідкладної допомоги пацієнтам із гострою серцево-судинною патологією» Вінниця: ТОВ «Меркьюрі-Поділля», 2016. — 88с.
6. Зозуля І. С. Зозуля А. І. Волосовець А.О «Вибрані лекції професора Зозулі І. С. з судинної патології головного мозку» Вінниця: ТОВ «Меркьюрі- Поділля», 2016. — 820с.
7. Зозуля І. С., Боброва В. І.,Слонецький Б. І., Ганджа Т. І.,Іващенко О. В.,Орел В. В.,Марков Ю. І.,Максименко М. В.,Зозуля А. І., Вербицький І. В., Набухотний П. Ф. «Медицина невідкладних станів (збірник тестових завдань)» Вінниця: ТОВ «Меркьюрі-Поділля», 2016. — 248 с.
8. За ред. проф. Зозулі І. С. Національний підручник. Медицина невідкладних станів. «Медицина», 2016,863 с
9. Монографія: Зозуля І. С., Зозуля А. І. «Нейрохірургічне лікування ішемічних інсультів, спричинених оклюзивно-стенотичними ураженнями сонних артерій.» — К. — 2010. — 130с.
10. Монографія: Зозуля І. С., Карета С. О. «Інсультоподібний перебіг запальних процесів головного мозку та його оболонок.» — Ніжин. — 2010. — 84с.
11. Монографія: Зозуля І. С., Головченко Ю. І., Оноприєнко О. П. "Інсульти: тактика, стратегія ведення, профілактика, реабілітація та прогноз. " — К. — 2010. — 320с.
12. Монографія: Зозуля І. С., Мошенська О. П. «Шляхи оптимізації діагностики та лікування гострого ішемічного інсульту на догоспітальному та ранньому госпітальному етапах.» — Вінниця. — 2012. — 164с.
13. Монографія: Зозуля І. С., Мардзвік В. М. «Церебральний інсульт у осіб молодого віку: особливості діагностики, клініки та лікування.» — Вінниця. — 2012. — 168с.
14. Монографія: Зозуля І. С., Нечай В. М. «Генералізована епілепсія у дітей раннього віку: оптимізація діагностики та лікування.» — Вінниця. — 2014. — 138с.
15. Монографія: Зозуля І. С., Горовенко Н. Г.,Смульська Н. О. «Клінічні особливості молякулярно-генетичні та інтші фактори ризику розвитку і перебігу інсультів у дітей» Вінниця ТОВ «Меркьюрі-Поділля», 2016, 143с.

## Міжнародна співпраця
Сумісно з Канадським професором Роздільським Богданом Івановичем видано монографію: Зозуля І. С., Роздільський Б. І., Сандуляк Л. І. "Основи клініко-морфологічної неврології. : К: Здоров'я : — 1997. — 304 с. "